# Anelosimus monskenyensis
Anelosimus monskenyensis är en spindelart som beskrevs av Ingi Agnarsson 2006. Anelosimus monskenyensis ingår i släktet Anelosimus och familjen klotspindlar.
Artens utbredningsområde är Kenya. Inga underarter finns listade i Catalogue of Life.